# Alkaliniteit
De term alkaliniteit of alkaliteit wordt gebruikt voor zuurbufferende capaciteit. Oftewel
het vermogen van een oplossing om zuren te neutraliseren tot aan het equivalentiepunt van carbonaat of bicarbonaat (waterstofcarbonaat). De alkaliteit is gelijk aan de stoechiometrische som van de basen in oplossing. In de natuurlijke omgeving (grondwater, zeewater, oppervlaktewater op het vaste land) wordt de alkaliteit voor het grootste deel bepaald door de ionen carbonaat en bicarbonaat. Andere componenten die kunnen bijdragen zijn boraat, hydroxide, fosfaat, silicaat, nitraat, opgelost ammoniak, de geconjugeerde basen van sommige organische zuren en sulfide.  De eenheid die vaak voor alkaliteit wordt gebruikt is mEq/L (milliequivalent per liter).